# Bootania titanus
Bootania titanus är en stekelart som först beskrevs av Girault 1939.  Bootania titanus ingår i släktet Bootania och familjen gallglanssteklar. Inga underarter finns listade.